# Ujung Batu Jae
Ujung Batu Jae is een bestuurslaag in het regentschap Padang Lawas Utara van de provincie Noord-Sumatra, Indonesië. Ujung Batu Jae telt 891 inwoners (volkstelling 2010).